# Йоганнес Гольтмаєр
Йоганнес Гольтмаєр (нім. Johannes Holtmayer; 31 січня 1898 — ?) — німецький робітник, старший майстер. Кавалер Лицарського хреста Хреста Воєнних заслуг.

## Нагороди
- Хрест Воєнних заслуг 2-го і 1-го класу
- Лицарський хрест Хреста Воєнних заслуг (5 червня 1943)[1]